# Lasiococca comberi
Lasiococca comberi là một loài thực vật có hoa trong họ Đại kích. Loài này được Haines mô tả khoa học đầu tiên năm 1920.